# جيروين فيشر
جيروين فيشر هو منافس ألعاب قوى بلجيكي، ولد في 12 فبراير 1966.

## وصلات خارجية
- جيروين فيشر على موقع الاتحاد الدولي لألعاب القوى (الإنجليزية)